# Ґожендзей
Ґожендзей (пол. Gorzędziej, нім. Gerdin) — село в Польщі, у гміні Субкови Тчевського повіту Поморського воєводства.
Населення — 556 осіб (2011).
У 1975-1998 роках село належало до Гданського воєводства.

## Демографія
Демографічна структура станом на 31 березня 2011 року:
|          | Загалом | Допрацездатний вік | Працездатний вік | Постпрацездатний вік |
| -------- | ------- | ------------------ | ---------------- | -------------------- |
| Чоловіки | 304     | 84                 | 200              | 20                   |
| Жінки    | 252     | 68                 | 153              | 31                   |
| Разом    | 556     | 152                | 353              | 51                   |